# Ameridion bridgesi
Ameridion bridgesi är en spindelart som först beskrevs av Claude Lévi 1959.  Ameridion bridgesi ingår i släktet Ameridion och familjen klotspindlar. Inga underarter finns listade i Catalogue of Life.